# Nikolái Vladímirovich Tíjonov
Nikolái Vladímirovich Tíjonov (en ruso: Николай Владимирович Тихонов) nació el 23 de mayo de 1982. Es un cosmonauta ruso retirado seleccionado en 2006. Estuvo asignado a 4 misiones soyuz pero debido a una lesión fortuita en un ojo fue retirado de su última misión en febrero de 2020 y finalmente dejó el cuerpo de cosmonautas de ROSCOSMOS en julio de 2020, sin llegar a realizar ningún  vuelo.
Fue seleccionado como ingeniero de vuelo de reserva para la Soyuz MS-02. Debió convertirse en un miembro de la tripulación principal de la Soyuz MS-04 pero, debido a los recortes presupuestarios rusos, la tripulación permanente rusa en la EEI paso de 3 a 2 personas y Tíjonov fue retirado del vuelo. Más tarde fue asignado para realizar su primer vuelo espacial en la nave espacial Soyuz MS-10, pero también fue retirado nuevamente del manifiesto debido a los retrasos en el lanzamiento del módulo ruso  Naúka, en el que se había estado especializando. Finalmente Tíjonov fue asignado a la Soyuz MS-16, en 2020 previo al lanzamiento del  Naúka para preparar el ROS para su llegada, pero un mes antes del vuelo sufrió una lesión fortuita en un ojo y en un principio se le cambió a un vuelo posterior pero finalmente se retiró del cuerpo de cosmonautas en julio de 2020 sin llegar a realizar ningún vuelo espacial.